# 稻飞虱
稻飞虱，舊属同翅目飞虱科，今屬稻蝨科（Delphacidae），以危害水稻为主。危害水稻的主要有褐飞虱、白背飞虱和灰飞虱三种。危害较重的是褐飞虱和白背飞虱，早稻前期以白背飞虱为主，后期以褐飞虱为主；中晚稻以褐飞虱为主。灰飞虱很少直接成灾，但能传播稻、麦、玉米等作物的病毒。

## 分布
主要分布在东亚、东南亚、南亚和大洋洲部分地区的水稻种植区域。在中国、日本、越南等西太平洋沿岸国家为主要的水稻害虫。

## 分类
稻飞虱种类多，主要有3种：
- 褐飞虱（ Stål（瑞典语：Carl Stål (entomolog)）, 1854）：体暗褐或淡褐色，头顶至前胸背板暗褐色，有3条显著的纵隆起线，成虫有长翅和短翅两类，长翅型有迁飞习性。喜湿热，在东南亚水稻产区和中国华南南部地区可常年繁殖生存，在中国大部分地区及日本、朝鲜半岛地区每年季节性由南方迁飞来的虫源繁殖。
- 白背飞虱(Sogata furcifera)：体淡黄或黄白色，头顶和前胸背板黄白色，3条纵隆起线不显著，根据地区不同，年生4-8代，迁飞性较褐飞虱强，在中国南岭以北越冬虫源极少，每年由南方迁飞至北方。
- 灰飞虱(Delphacodes striatella)：体灰黄或灰褐色，雄虫中胸背板黑褐色，雌虫中部淡黄色，两侧灰黑色。胸背面均有3条淡黄色纵隆起线。在中国北方可以若虫滞育态冬季越冬。

## 生活习性
稻飞虱长翅型成虫均能长距离迁飞，成虫和若虫均群集在稻丛下部茎秆上，刺吸汁液，遇惊扰即跳落水面或逃离，趋光性强，且喜趋嫩绿；但灰飞虱的趋光性稍弱。
稻飞虱的越冬虫态和越冬区域因种类而异。褐飞虱在广西和广东南部至福建龙溪以南地区，各虫态皆可越冬。冬暖年份，越冬的北限在北纬23°～26°，凡冬季再生稻和落谷苗能存活的地区皆可安全越冬。在长江以南各省每年发生4～11代,部分地区世代重叠。其田间盛发期均值水稻穗期。白背飞虱在广西至福建德化以南地区以卵在自生苗和游草上越冬，越冬北限在北纬26°左右。在中国每年发生3～8代，为害单季中、晚稻和双季早稻较重。灰飞虱在华北以若虫在杂草丛、稻桩或落叶下越冬,在浙江以若虫在麦田杂草上越冬,在福建南部各虫态皆可越冬。华北地区每年发生4～5代，长江中、下游5～6代，福建7～8代。田间为害期虽比白背飞虱迟，但仍以穗期为害最烈。
成虫和若虫均群集在稻丛下部茎秆上刺吸汁液，遇惊扰即跳落水面或逃离。卵多产在稻丛下部叶鞘内，抽穗后或产卵于穗颈部内。褐飞虱取食时，口针伸至叶鞘韧皮部，先由唾腺分泌物沿口针凝成“口针鞘”抽吸汁液。在植株嫩绿、荫蔽且积水的稻田虫口密度大。一般是先在田中央密集为害，后逐渐扩大蔓延。水稻孕穗至开花期的植株中水溶性蛋白含量增高，有利短翅型的发生。此型雌虫产卵量大，雌性比高，寿命长,常使褐飞虱虫口激增。在乳熟期后,长翅型比例上升，易引起迁飞。中国各稻区褐飞虱的虫源，主要由热带终年繁殖区迁来。
稻飞虱长翅型从南向北迁飞；在秋季又从北向南回迁。褐飞虱的迁飞属高空被动流迁类型,迁飞高度在1000-3000米内较为密集。在迁飞过程中,遇天气影响，会在较大范围内同期发生“突增”或“突减”现象。褐飞虱每雌一般产卵150～500粒。产卵痕初不明显，后呈褐色条斑。
白背飞虱的习性与褐飞虱相近似，但食性较广。长翅型成虫也具远距离被动迁飞特性。在稻株上取食部位，比褐飞虱稍高，并可在水稻茎秆和叶片背面活动。长翅型雌成虫可产卵300～400粒,短翅型产卵量约高20%。少数产卵于叶片基部中脉内，产卵痕开裂。灰飞虱先集中田边为害，后蔓延田中。越冬以若虫为多，每雌产卵量100多粒。
稻飞虱对水稻的为害，除直接刺吸汁液，使生长受阻，严重时稻丛成团枯萎，甚至全田死秆倒伏外，产卵也会刺伤植株，破坏输导组织，妨碍营养物质运输并传播病毒病。
褐飞虱生长发育的适宜温度为20～30℃,最适温度为26～28℃,相对湿度80%以上。在长江中、下游稻区，凡盛夏不热、晚秋不凉、夏秋多雨的年份，易酿成大发生。高肥密植稻田的小气候有利其生存。褐飞虱耐寒性弱,卵在0℃下经7天即不能孵化,长翅型成虫经4天即死亡。耐饥力也差,老龄若虫经3～5天、成虫经3～6天即饿死。食料条件适宜程度，对褐飞虱发育速度、繁殖力和翅型变化都有影响。在单、双季稻混栽或双、三季稻混栽条件下，易提供孕穗至扬花期适宜的营养条件，促使大量繁殖。中、迟熟、宽叶、矮秆品种的性状易构成有利褐飞虱繁殖的生境。不同水稻品种对褐飞虱为害有不同的反应，感虫品种植株中游离氨基酸、 α-天门冬酰胺和α-谷氨酸的含量较高， 可刺激稻飞虱取食并使之获得丰富的营养，导致迅速繁殖。抗性品种植株中，上述氨基酸含量较低，而α-氨基丁酸和草酸含量却较高，对褐飞虱生存和繁殖不利。在同一地区多年种植同一抗性品种，褐飞虱对该品种产生能适应的“生物型”，从而使该品种丧失抗性。在亚洲已发现褐飞虱有5种生物型。水稻田间管理措施也与褐飞虱的发生有关。凡偏施氮肥和长期浸水的稻田，较易暴发。褐飞虱的天敌已知150种以上,卵期主要有缨小蜂、褐腰赤眼蜂和黑肩绿盲蝽等，若虫和成虫期的捕食性天敌有草间小黑蛛、拟水狼蛛、拟环纹狼蛛、黑肩绿盲蝽、宽黾蝽、步行虫、隐翅虫和瓢虫等；寄生性天敌有稻飞螫蜂、线虫、稻虱虫生菌和白僵菌等。
白背飞虱对温度适应幅度较褐飞虱宽，能在 15 ～30℃下正常生存。要求相对湿度80～90%。初夏多雨、盛夏长期干旱，易引起大发生。在华中稻区，迟熟早稻常易受害。灰飞虱为温带地区的害虫，适温为25℃左右，耐低温能力较强，而夏季高温则对其发育不利，华北地区7～8月降雨少的年份有利于大发生。天敌类群与褐飞虱相似。并经常在夏季的雨后出现，一般是五月底，六月初开始出现。

## 危害
稻飞虱的生命周期有卵、若虫、成蟲四个阶段。若虫和成虫均通过吸食水稻植株的汁液生活，而水稻会因汁液被吸而影响灌浆、使叶变黄黑以致枯死，所以稻飞虱大量繁殖时会对水稻带来毁灭性打击。
稻飞虱成虫使用针状口器吸食水稻汁液，如同蚊子刺破皮肤吸血一样。成虫非常依赖吸食汁液，如果没有进食，就会在一天内死亡。另外，稻飞虱成虫和许多飞虫一样，有着很强的趋光性。
稻飞虱和蝗虫一样具有迁飞性，在数量不断增加后则会加速繁殖，数日内就可繁殖一代，最终爆发成灾并伴随气流迁移。每年白背飞虱和褐飞虱春季和初夏开始由越南中北部稻区和海南稻区随西南气流迁飞至中国华南和长江中下游稻区，在气候和耕作条件适宜的时候形成严重虫害。稻飞虱的爆发具有间歇性。2006年夏，中国长江流域的中下游地区普遍遭遇了稻飞虱爆发。